# Национален парк „Източна Македония-Тракия“
Националният парк „Източна Македония-Тракия“ (на гръцки: Εθνικό Πάρκο Ανατολικής Μακεδονίας-Θράκης) е национален парк в Северна Гърция.

## Описание
Паркът е от най-важните комплекси от влажни зони в Европа, който се простира по бреговете на Бяло море и привлича хиляди видове птици всяка година. Създаден е в 2008 година и е най-големият национален парк в страната. Обхваща огромна площ от 93000 ha в южната част на областните единици Кавала, Ксанти и Родопи. Простира се в хоризонтална ивица и включва от запад на изток лагуните Васова, Кара Су (Ератинска), Кумбурну (Аясменска), Керамотска и Камуси (Монастираки), делтата на Места (Нестос) с крайречната гора Коджа Орман, лагуните Еразменска, Манганонска, Лафруда и Лафри, езерото Буругьол (Вистонида), лагуните Порто Лагос, Ксиролимни, Караца, Алики, Птелеа и Елос, езерото Исмарида и устието на Филюри. На север паркът граничи с планините Урвил (Леканис), Ахлат Чал (Ахладовуно), Гюмюрджински снежник, а на юг с Бяло море. В рамките на тази област се припокриват десетки различни местообитания, като лагуни, големи и малки езера, речни устия, блата, малки хълмове, потоци, големи равнини, крайречни гори, влажни зони, пясъчни дюни, спокойни заливи с плитки води. Цялата тази система от влажни зони естествено привлича хиляди видове диви животни. Орнитофауната впечатлява както с численост, така и с наличието на особено редки видове, рибната фауна следва много ендемични сладководни и соленоводни риби, а от бозайниците тук се срещат много активни животни в големи количества.

## Флора
В парка има гъсти крайречни гори, в които растат елша, бяла топола, черна топола, чинар, бряст, явор, сребролистна липа, ясен, върба, дъб, ракитовица и други. Сред горите се откроява крайречната гора на Места Коджа Орман, която е остатък от древна обширна, дива гора. На различни места има малки залесявания с турски бор. Растителността на парка се състои основно от водолюбиви, пясъколюбиви, соленолюбиви и водни видове, като крайморско какиле, многогодишна солянска, пясъчна лилия, едроклас артрокнемум , млечките плажна млечка, пясъчна млечка и ничичева млечка, кукеста кисела трева, тученицово халимионе, роскот, леплива дитрихия, увивен устрел, пясъчна тръстика, бодливо вълмо, бодлив магарешки бодил , дъбравен азмацук, остра дзука и Морска дзука, жълта папаронка, лютичето Ranunculus trichophilus, испански сколимус, високо винче, морски ветрогон и широколистен папур. В сладките води се срещат видове като бялата водна лилия, водния орех, дребната водна леща и блатната перуника. В плитките води близо до бреговата ивица се разпростират морски покритосеменни видове Cymodocea nodosa, мустаконосна рупия и ниска морска трева.

## Фауна

### Птици
Районът е един от най-важните в Европа за птици, като в парка живеят повече от 260 вида. Блатата на парка са единственото място за размножаване на шипокрилата калугерица в Европа. Големи ята големи белочели гъски спят зимен сън в полята, като честа е появата и на рядката малка белочела гъска. В крайречните гори живеят диви фазани и черни кълвачи. В лагуните през зимата пристигат няколко къдроглави пеликани, както и големи ята розово фламинго. Районът е дом на много изключително редки видове, като блатната сова, средния нирец и големия морелетник. Сред най-ценните видове са малкият корморан, големият воден бик, тръноопашатата потапница, качулатата потапница, белооките потапници, кафявокрилите огърличници, стридоядите, турилиците, обикновените калугерици и киньогушките. От хищниците се срещат морският орел, големият креслив орел, полският блатар, тръстиковият блатар, черната каня, белоопашатият мишелов и обикновеният мишелов, малкият ястреб, късопръстият ястреб и керкенезът, соколът скитник, соколът орко, забулени сови и други совоподобни. Други по-разпространени видове са големият корморан, червената чапла, сивата чапла, голямата бяла чапла, малката бяла чапла, гривестата чапла, нощната чапла, лопатарката, кафявоглавата потапница, зимното бърне, клопачът, блестящият ибис, немият лебед, сивата патица, фишът, зеленоглавата патица, кожестокрилите, белият ангъч, саблеклюнът, кокилобегачът, малъкият свирец, морският дъждосвирец, речната рибарка, белочелата рибарка, гривестата рибарка, малката черноглава чайка, дългоклюната чайка, земеродното рибарче, свиленото шаварче, торбогнездият синигер, обикновеният скорец, тръстиковата овесарка и много други.

### Земноводни
От земноводните тук се срещат малъкият тритон на Шмитлер, гребенестият тритон на Буреш, зелената крастава жаба, дървесницата, голямата водна жаба. Херпетофауната включва и видове като южната блатна костенурка, европейската блатна костенурка, шипобедрената костенурка, шипоопашатата костенурка, геконът Hemidactylus turcicus, балканският гекон, зеленият гущер, кримският гущер, змиегущерът, пясъчните бои, смокът стрелец, пъстрият смок, смокът мишкар, леопардовият смок, жълтоухата водна змия, сивата водна змия, източният вдлъбнаточел смок и отровниците.

### Бозайници
От бозайниците се откроява плътното присъствие на чакала. Други видове са видрата, дивата котка, лисицата, язовецът, лалугерът, таралежите, белката, невестулката, водният плъх, къртицата и около 10 вида прилепи.

### Риби
В парка са регистрирани 21 вида сладководни риби, от които се откроява присъствието на лъчеперката Alosa vistonica. Допреди няколко десетилетия тук са живели атлантически есетри (Acipenser sturio) и пъструги (Acipenser stellatus), а емблематичен вид за района е лъчеперката Alburnus vistonicus. Други видове са ягулата (Anguilla anguilla), Aphanius fasciatus, маришката мряна (Barbus cyclolepis), струмският щипок (Cobitis strumicae), Gasterosteus gymnurus, Gobio bulgaricus, Кавказко попче (Knipowitschia caucasica), върловката (Leucaspius delineatus), струмският гулеш (Oxynoemacheilus bureschi), малкият речен кефал (Petroleuciscus borysthenicus), Rhodeus amarus, бабушката (Rutilus rutilus), сомът (Silurus glanis) и линът (Tinca tinca).